# Тшцянка (Сташовський повіт)
Тшцянка (пол. Trzcianka) — село в Польщі, у гміні Осек Сташовського повіту Свентокшиського воєводства.
Населення — 200 осіб (2011).
У 1975-1998 роках село належало до Тарнобжезького воєводства.

## Демографія
Демографічна структура на день 31 березня 2011 року:
|          | Загалом | Допрацездатний вік | Працездатний вік | Постпрацездатний вік |
| -------- | ------- | ------------------ | ---------------- | -------------------- |
| Чоловіки | 110     | 26                 | 69               | 15                   |
| Жінки    | 90      | 18                 | 49               | 23                   |
| Разом    | 200     | 44                 | 118              | 38                   |